# ملكة جمال الفلبين 2024
ملكة جمال الفلبين 2024 (بالفلبينية: Binibining Pilipinas 2024) هي النسخة الستين من مسابقة ملكة جمال الفلبين منذ انطلاقتها عام 1964، أقيمت 07 يوليو 2024 في سمارت أرانيتا كوليسيوم في مدينة كويزون، مترو مانيلا، الفلبين.ستشهد المسابقة أيضًا الظهور الأول للتيجان الجديدة التي صممها صانع المجوهرات الفلبيني ماني هالاسان. كشفت مؤسسة مؤسسة ملكة جمال الفلبين الخيرية (BPCI) يوم السبت 8 يونيو عن الأزياء الوطنية لمندوبيها لعام 2024. وعرضت ملكة الجمال الأربعين مجموعاتها المتقنة المستوحاة من الثقافة السائدة في مسقط رأسها. وستعرض السيدات أيضًا كل هذه الملابس الإبداعية خلال مسابقة الأزياء الوطنية يوم 11 يونيو في مسرح نيو فرونتير في كوباو، مدينة كويزون. في نهاية الحدث توجت ميرنا إسغيرا من أبرا بلقب ملكة جمال الفلبين الدولية 2024 من قبل ملكة جمال السابقة أنجيليكا لوبيز من بالاوان وتوجت جاسمين بونجاي من بامبانغا بلقب ملكة جمال الفلبين غلوب من قبل أنالينا لاكريني من باتان.

## النتائج

### المراكز النهائية
| النتائج النهائية               | المتسابقة |
| ------------------------------ | --- |
| ملكة جمال الفلبين الدولية 2024 | - ميرنا إسغيرا - أبرا |
| ملكة جمال الفلبين غلوب 2024    | - ياسمين بونجاي - بامبانغا |
| الوصيفة الأولى                 | - كريستال جان ديلا كروز - زامباله |
| الوصيفة الثانية                | - تريشا مارتينيز - لاغونا |
| أفضل 15                        | - ماريكيت مانوا - باجيو - كيمبرلي دي لونا - كالوكان - رويلا فرياس - كالومبيت، بولاكان - فيين سيرين فيوتشت - كالامبا - شانين مانزانو - جنرال سانتوس - تريسي ماي سونيو - باكولود - مونيكا أكونو - كالايان، لاغونا - كارا دانييلا فيلاروزا - نيغروس أوتشيدنتال - فيبي جودينيز - مدينة لابو لابو، سيبو - كارميلا جوي كواريزما - أورورا - سامانثا فيكتوريا أكوستا - بولاكان |

### الجوائز الكبرى
| جوائز                   | المتسابقة                       |
| ----------------------- | ------------------------------- |
| الأفضل في ملابس السباحة | - أبرا - ميرنا إسغيرا           |
| الأفضل في ثوب السهرة    | - أبرا - ميرنا إسغيرا           |
| وجه بينيبيني            | - ريزال - ماريا فلورديليز ماباو |

### الجوائز الخاصة
| الجائزة                       | المتسابقة                                                            |
| ----------------------------- | -------------------------------------------------------------------- |
| بي بي ابتسامات الحضرية        | - أبرا - ميرنا إسغيرا                                                |
| بي بي الخطوط الجوية الفلبينية | - أبرا - ميرنا إسغيرا                                                |
| بي بي كريم سيلك               | - زامباله - كريستال جان دي لا كروز                                   |
| بي بي بيتزا هت                | - زامباله - كريستال جان دي لا كروز                                   |
| بي بي إيفر بيلينا             | - زامباله - كريستال جان دي لا كروز                                   |
| بي بي بيوتيديرم               | - زامباله - كريستال جان دي لا كروز                                   |
| اختيار قراء نشرة مانيلا       | - كالوكان – كيمبرلي دي لونا                                          |
| بي بي صداقة                   | - مانيلا - روزلين إيفاردو                                            |
| بينيبيني بلاي تايم            | - بولاكان - سامانثا فيكتوريا أكوستا                                  |
| ملكة جمال صحية ونقية          | - مدينة كويزون - كريستين باكوناوا .                                  |
| سفراء الرؤية العالمية للأطفال | - جنرال سانتوس - شانين مانزانو. - بولاكان - سامانثا فيكتوريا أكوستا. |
| ملكة جمال التنوع البيولوجي    | - باغويو - ماريكيت ماناوي.                                           |

#### أفضل زي وطني
| م      | المتسابقة |
| ------ | --- |
| أفضل 5 | - أورينتال ميندورو - ميريا مانيلي كاكام - كويزون - جويس آن جاردوك - كالايان - مونيكا أكونو - كافيته - زيانة جوي فامي - أبرا - ميرنا إسغيرا |

### لجنة الاختيار
لأول مرة على الإطلاق، عملت لجنة مكونة من النساء كأعضاء في مجلس تحكيم ملكة جمال الفلبين 2024.
- كونتشيتينا سيفيلا برناردو - عضو اللجنة التنفيذية في ملكة جمال الفلبين، رئيس مجلس القضاة
- ريا تان - رائدة أعمال في مجال التجميل والعافية
- بيا سانتياغو - ملكة جمال الدولية 2013
- فيفي شارما - لاعبة كرة طائرة
- بيا فورتزباخ - ملكة جمال الكون 2015
- غلوريا دياز - ملكة جمال الكون 1969
- أندريا روبيو - ملكة جمال الدولية 2023 من فنزويلا
- مارجي موران - ملكة جمال الكون 1973

### اختيار المشاركات
في 13 فبراير 2024 أطلقت المنظمة بحثها عن المجموعة التالية من المرشحين الذين سيمثلون الفلبين في مسابقات ملكات الجمال الدولية المختلفة. تم التقديم النهائي للطلب في 22 مارس 2024. وتم إجراء الفحص النهائي واختيار المتسابقين الرسميين في 5 أبريل 2024.

## المتسابقات
سيتنافس أربعون متسابقة على اللقبين.
| م. | المتسابقة                | العمر | المنطقة                   | ملاحظات                                                                                |
| -- | ------------------------ | ----- | ------------------------- | -------------------------------------------------------------------------------------- |
| 1  | ماريكيت مانوا            | 27    | باجيو                     | فازت بجائزة أليوان فييستا ديجيتال كوين 2022                                            |
| 2  | كورين سان بيدرو          | 25    | تاغويغ                    |                                                                                        |
| 3  | أنثيا أبانيكو            | 21    | باتانغاس                  | ضمن أفضل 21 متأهلة إلى نصف النهائي في مسابقة موتشا نغ بيليبيناس 2022.                  |
| 4  | شايرا ماري رونا          | 25    | ماندالويونغ               | تنافست في مسابقة ملكة جمال الفلبين 2021.                                               |
| 5  | نيكلين جوتاي             | 21    | ايلويلو                   |                                                                                        |
| 6  | كريستين باكوناوا         | 26    | مدينة كويزون              | تنافست في مسابقة ملكة جمال الكون الفلبينية-كويزون سيتي 2024.                           |
| 7  | ياسمين دينيس دينجسون     | 27    | بينان، لاغونا             |                                                                                        |
| 8  | ماريا أبيجيل جاجالا      | 20    | كاميغوين                  |                                                                                        |
| 9  | جريسيل نيكول ديستورا     | 24    | لوسينا                    | تنافست في ملكة جمال الكون الفلبينية 2022.                                              |
| 10 | كريستال جان دي لا كروز   | 19    | زامباله                   |                                                                                        |
| 11 | كيمبرلي دي لونا          | 26    | كالوكان                   | تنافس في مسابقة موتشا نغ بيليبيناس 2018.                                               |
| 12 | شيريل فيليز              | 27    | بوايانغ باتو، ماندالويونغ | تنافست في مسابقة ملكة جمال كوزمو وورلد الفلبين 2023.                                   |
| 13 | رويلا فرياس              | 26    | كالومبيت، بولاكان         | أفضل 13 متأهلة إلى الدور نصف النهائي في مسابقة ملكة جمال كوزمو العالمية الفلبينية 2023 |
| 14 | فيين سيرين فيوتشت        | 22    | كالامبا                   | فازت بلقب ملكة جمال الروتاري 2023                                                      |
| 15 | شيني سامبانج             | 20    | بوكيدنون                  |                                                                                        |
| 16 | ميريا مانيلي كاكام       | 22    | مندورو الشرقية            |                                                                                        |
| 17 | رينديل آن كاريج          | 24    | مقاطعة لاغونا             |                                                                                        |
| 18 | ميثوسيلا فيلانويفا       | 26    | ميساميس أوريانتال         | تنافست في مسابقة ملكة جمال الفلبين للأرض 2023.                                         |
| 19 | ليزل جونز                | 22    | اورموك، ليتي              |                                                                                        |
| 20 | شانين مانزانو            | 20    | جنرال سانتوس              | أفضل 24 متأهلة إلى الدور نصف النهائي في مسابقة ملكة جمال العالم الفلبينية 2021.        |
| 21 | ياسمين بونجاي            | 26    | بامبانغا                  |                                                                                        |
| 22 | تريسي ماي سونيو          | 23    | باكولود                   |                                                                                        |
| 23 | جويس آن جاردوك           | 22    | كزون                      |                                                                                        |
| 24 | مونيكا أكونو             | 24    | كالايان، لاغونا           |                                                                                        |
| 25 | كارا دانييلا فيلاروزا    | 23    | نيغروس أوتشيدنتال         |                                                                                        |
| 26 | فيبي جودينيز             | 25    | مدينة لابو لابو، سيبو     | سابقًا هاياس نغ بيليبيناس كوين انترناشيونال 2022.                                       |
| 27 | ألكسيس ماريانزا تشويديان | 23    | باراناك                   |                                                                                        |
| 28 | زينيث جوي خان            | 25    | إيزابيلا                  | ضمن أفضل 20 متأهلة إلى الدور نصف النهائي في مسابقة ملكة جمال الفلبين للأرض 2021.       |
| 29 | روزلين إيفاردو           | 28    | مانيلا                    |                                                                                        |
| 30 | تريشا مارتينيز           | 26    | لاغونا                    | ملكة جمال السياحة الفلبينية 2021 سابقًا.                                                |
| 31 | زيانة جوي فاميلي         | 23    | كافيته                    |                                                                                        |
| 32 | كارميلا جوي كواريزما     | 24    | أورورا                    | أفضل 13 متأهلاً إلى الدور نصف النهائي في مسابقة ملكة جمال كوزمو وورلد الفلبين 2023      |
| 33 | إريكا كاساندرا بالون     | 20    | باسيج                     |                                                                                        |
| 34 | فيرا كون ديكنسون         | 20    | تارلاك                    |                                                                                        |
| 35 | كايلي آن أتيلانو         | 22    | مدينة زامبوانجا           |                                                                                        |
| 36 | سامانثا فيكتوريا أكوستا  | 25    | بولاكان                   | تنافست في مسابقة ملكة جمال الفلبين للأرض 2017                                          |
| 37 | تريشا بليس هيرنانديز     | 25    | باتانغاس                  |                                                                                        |
| 38 | جيرالدين بوينافي         | 24    | مدينة باتانجاس            |                                                                                        |
| 39 | ماريا فلورديليز ماباو    | 26    | ريزال                     | ضمن أفضل 21 متأهلة إلى نصف النهائي في مسابقة موتشا نغ بيليبيناس 2022.                  |
| 40 | ميرنا إسغيرا             | 22    | أبرا                      |                                                                                        |

## روابط خارجية
- موقع ملكة جمال الفلبين الرسمي